# Stadio viale Brin
Lo stadio Viale Brin, noto anche come La Pista, fu un impianto sportivo polivalente di Terni.

## Storia
La struttura, non più esistente, ospitò soprattutto le partite della squadra di calcio della Ternana dopo che questa, nel 1925, abbandonò gli spazi del Foro Boario lungo il fiume Nera; fra gli altri, la formazione rossoverde giocò al Viale Brin vari tornei nazionali di secondo livello (Prima Divisione, Campionato Meridionale e Serie B) tra gli anni 20 e 60 del Novecento.
L'impianto, che prendeva il nome dall'omonimo viale in cui sorgeva, era conosciuto anche col soprannome de La Pista per via del tracciato ciclistico in asfalto che circondava il terreno di gioco, con curve paraboliche, tale da renderlo anche un velodromo all'aperto. Oltre a gare calcistiche e ciclistiche (compreso un passaggio del Giro d'Italia), il campo del Viale Brin vide protagonista negli anni 40 anche la locale squadra di rugby.

Scorcio della pista ciclistica del Viale Brin dalla tribuna coperta, nel 1925, all'inaugurazione dell'impianto.

Lo stadio fu progettato dall'ingegner Ceccarelli per l'allora Unione Sportiva Terni, uno dei primi dopolavoro dell'epoca.
Capace inizialmente di soli 3 000 posti, sul lato Nord era presente un settore scoperto, mentre a Sud era stata costruita una tribuna centrale all'inglese – con una caratteristica copertura in ferro battuto –, affiancata da due distinti laterali; tale capienza si rivelò ben presto insufficience per il tifo ternano, tanto che vari portoghesi solevano assistere alle partite arrampicandosi sul tetto del locale mensa delle vicine acciaierie. Il fondo del terreno di gioco «era in terra battuta, con qualche ciuffo d'erba che cresceva qua e là».
La struttura venne ampliata con tribune in tubi Innocenti nell'estate del 1968, stante il sopravvenuto ritorno della Ternana in serie cadetta dopo un'assenza ventennale; nello specifico, vennero cambiate le reti di recinzione – «tutta la città partecipò ai lavori [...] compreso il vecchio presidente Taddei» –, fu realizzata integralmente la gradinata alla sinistra della tribuna centrale, e si provvide all'innalzamento di quella di destra. Tali migliorie permisero di avere un impianto ancor più british, con il pubblico a ridosso del campo e un tifo rossoverde molto caldo: lo stadio fece registrare il record di presenze il 3 novembre di quell'anno, in occasione della vittoria dei padroni di casa per 2-0 sulla Lazio, davanti a oltre 10 000 spettatori.
Al termine di quel campionato, con l'inaugurazione il 24 agosto 1969 del nuovo stadio Libero Liberati, il vecchio Viale Brin cessò la sua attività.
Demolito nel corso degli anni 80, oggi non rimane pressoché nulla del catino eccetto un semicerchio della pista ovest, mentre il resto dell'area su cui sorgeva ospita un parcheggio riservato ai dipendenti delle acciaierie ternane.